# 栗色參珠螺
栗色參珠螺（学名：Notosinister puniceus）为左錐螺科參珠螺屬下的一个种。